# Bleriken, Jämtland
Bleriken är en sjö i Strömsunds kommun i Jämtland och ingår i Ångermanälvens huvudavrinningsområde. Sjön har en area på 0,242 kvadratkilometer och ligger 599,2 meter över havet. Sjön avvattnas av vattendraget Junsterbäcken.

## Delavrinningsområde
Bleriken ingår i det delavrinningsområde (716528-142699) som SMHI kallar för Utloppet av Bleriken. Medelhöjden är 637 meter över havet och ytan är 1,98 kvadratkilometer. Räknas de 7 avrinningsområdena uppströms in blir den ackumulerade arean 19,59 kvadratkilometer. Junsterbäcken som avvattnar avrinningsområdet har biflödesordning 3, vilket innebär att vattnet flödar genom totalt 3 vattendrag innan det når havet efter 325 kilometer. Avrinningsområdet består mestadels av skog (71 procent) och sankmarker (11 procent). Avrinningsområdet har 0,24 kvadratkilometer vattenytor vilket ger det en sjöprocent på 12,1 procent.